# Луцій Елій Сеян

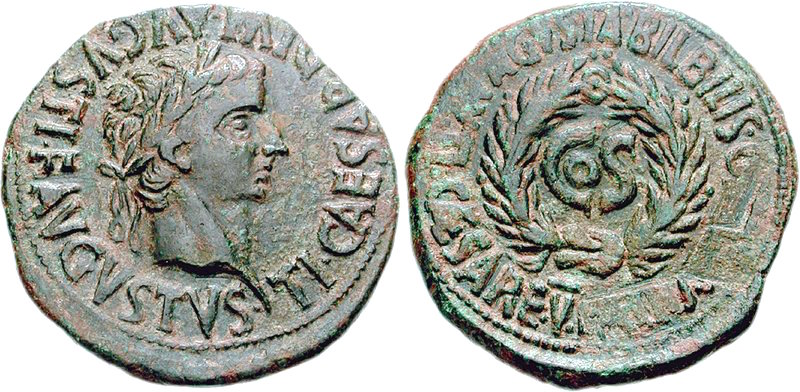
Монета Тиберія, карбована у консульство Тиберія та Сеяна. Ім'я Сеяна на реверсі витерто

Лу́цій Е́лій Сея́н (20 до н. е. — 31) — політичний діяч ранньої Римської імперії, військовик, консул 31 року.

## Життєпис
Походив з роду вершників Сеїв. Син Луція Сея Страбона, префекта Єгипту у 15—16 роках, та Юнії. Народився у м. Вольсіній. Був всиновлений Луцієм Елієм Галлом, префектом Єгипту у 25—24 роках до н. е.
З 1 року до н. е. до 4 року н. е. супроводжував Гая Цезаря у поїздці на Схід. У молодості входив до оточення відомого багатія Марка Гавія Апіція.
Після приходу до влади Тиберія у 14 році Сеян був призначений колегою свого батька на посту префекта преторія. Незабаром придбав великий вплив на принцепса, а у 14—15 роках. супроводжував його сина Друза до Паннонії для придушення заколоту в армії. 15 року Страбон був переведений на посаду префекта Єгипту, а Сеян залишився єдиним очільником преторіанців. Він розмістив усі когорти в загальному таборі поблизу Риму й тим самим значно збільшив свою силу. Поступово Сеян став користуватися великою популярністю серед преторіанців. Завдяки довірі Тиберія він отримав значний вплив на призначення ключових посадових осіб у державі, тому його дружби й заступництва стали шукати багато сенаторів. Тиберій не перешкоджав посиленню Сеяна і надавав йому різні знаки поваги.
У 20 році Юнілла, донька Сеяна, була заручена з Друзом, сином майбутнього імператора Клавдія. В цьому ж році Сеян отримав преторські відзнаки. У театрі та громадських місцях були встановлені його статуї, а легіонери віддавали йому почесті.
Зайнявши одне з перших місць у державі, Сеян побажав досягти вищої влади. 23 року він спокусив Лівіллу, дружину Друза, сина Тиберія, та розлучився зі своєю дружиною Апікатою. Незабаром Друз був отруєний євнухом Лігдом за намовою Сеяна та за сприяння Лівілли. Водночас Сеян доклав усіх зусиль, щоб створити підозри Тиберія проти іншої його невістки Агрипіни, її синів від Германіка та її оточення, звинувачуючи їх у нелояльності й ворожій діяльності. У оточення Нерона і Друза Цезарів було спрямовано безліч шпигунів і провокаторів. У результаті інтриг Сеяна у 24—28 роках було засуджено низку прихильників родини Германіка: Гая Сілія, Созія Галла, Тітія Сабіна.
У 26 році Сеян просив у Тиберія руки Лівілли, проте отримав відмову. У цьому ж році Тиберій за порадою Сеяна залишив Рим і переїхав спочатку у Кампанію, потім на о. Капрі. Довіра Тиберія до Сеяна ще більш зміцнилася після того, як останній врятував йому життя під час гірського обвалу. У результаті Сеян отримав ще більшу свободу дій у Римі, а йому почали віддавати надзвичайні почесті. За своїм розсудом він міг розправлятися зі своїми ворогами та доставляти посади своїм друзям. У 29—30 роках жертвами його інтриг стали Агрипіна та її старші сини Нерон й Друз.
У 31 році Сеян досяг піку своєї могутності: він обійняв посаду консула разом з Тиберієм. Незабаром отримав проконсульську владу і увійшов до колегії понтифіків, також відбулися його заручини з Юлією, онукою Тиберія. Однак Антонія, удова Друза Старшого, в листі до Тиберія звинуватила Сеяна у підготовці змови проти імператора. Дізнавшись про це, Тиберій таємно організував та здійснив скидання Сеяна за допомогою префекта міських когорт Квінта Серторія Макрона, префекта вігілів Грецинія Лаконія та консула-суфекта Публія Меммія Регула. 18 жовтня 31 року Макрон прийняв командування над преторіанцями, а преторіанська охорона сенату була замінена вігілами. У сенаті було зачитано листа Тиберія зі звинуваченнями на адресу Сеяна. Консул Регул заарештував Сеяна, увечері цього ж дня останній був страчений згідно з постановою сенату, а його тіло роздерто натовпом. За цим стратили трьох дітей Сеяна, багатьох його родичів та прихильників.

## Родина
Дружина — Гавія Апіката
Діти:
- Луцій Елій Галл Страбон, понтифік 31 року.
- Гай Атей Капітон Еліан
- Елія Юнілла